# Danny Lui
Danny Lui (Lui Tam Ping) (7 de janeiro de 1957 – 1 de julho de 2012) foi um empreendedor de Honguecongue e capitalista de risco. Ganhou o Prêmio Jovem Industrial de Honguecongue em 1992 e manteve relações de trabalho com governos da República Popular da China e de Honguecongue. Ele também tinha ligações à rede de capital de risco em ambos os lados do Pacífico.

## Biografia
Lui nasceu em janeiro de 1957, no seio de uma família pobre da classe trabalhadora, em Honguecongue e, durante sua infância, começou a mostrar interesse e paixão por computadores.
No final dos anos 70, graduou-se no curso de Bacharelado em Ciência da Computação no Colégio Imperial de Londres. Após sua graduação, ele trabalhou numa firma de Londres, desenvolvendo aplicativos de software para outras empresas. Em 1982, Lui retornou a Honguecongue e abriu seu primeiro negócio – Daw Computer Systems, Ltd. Sete anos depois, juntou-se com o Instituto de Computação da Academia de Ciências da China e cofundou, em Honguecongue, o grupo de lendas, conhecido como Lenovo, que em dezembro de 2004 adquiriu a divisão de PCs da IBM por um bilhão e setecentos milhões de dólares.
Em 1994, levou a Legend até a IPO de sucesso na Bolsa de Valores de Honguecongue, e a empresa hoje é a maior fabricante de computadores da China.
Três anos depois, Lui fundou, no Vale do Silício (Estados Unidos) e na China, a APTG Ventures, seu primeiro fundo de capital de risco voltado para investimentos de alta tecnologia. O fundo já foi recebido com relativo sucesso, tendo identificado empresas bem-sucedidas com fortes recordes de saída e de retornos lucrativos através de IPOs, bem como fusões e aquisições.
Em 2000, Lui criou seu segundo fundo de capital de risco, o Authosis, que se concentrava tanto na indústria da tecnologia da informação quanto na de semicondutores, e investiu principalmente em empresas de software em estágio inicial e em empresas de design de circuitos integrados voltados para a internet, para o comércio eletrônico, soluções móveis e sem fio, eletrônicos de consumo, para os mercados de computação e de comunicação.
Cinco anos depois, em 2005, Lui cofundou um novo fundo de capital de risco, o Startup Capital Ventures, com John Dean, ex-presidente e CEO do Silicon Valley Bank, e vários outros parceiros. O fundo enfatiza o investimento de empresas em estágio inicial no Vale do Silício e na China.